# Vuelta al Táchira 2000
La 35ª edición de la Vuelta al Táchira se disputó desde el 15 hasta el 26 de enero de 2000.
Perteneció al calendario de la Federación Venezolana de Ciclismo. El recorrido contó con 12 etapas y 1755 km, transitando por los estados de Barinas, Mérida y Táchira.
El ganador fue el venezolano Noel Vásquez del equipo Kino Táchira, quien fue escoltado en el podio por Carlos Maya y Omar Pumar.
Las clasificaciones secundarias fueron; Florencio Ramos ganó la clasificación por puntos, Carlos Maya la montaña, el sprints para Siddharta Camil, y la clasificación por equipos la ganó el equipo Lotería del Táchira

## Equipos participantes
Participaron 15 equipos conformados por entre 6 y 8 corredores, de los cuales ocho fueron venezolanos y siete extranjeros con ciclistas de Colombia, México, Bolivia, Italia y España. Iniciaron la carrera 115 ciclistas de los que finalizaron 94.
| - Lotería del Táchira - Kino Táchira - Triple Gordo - Nacional Táchira - Banco Caracas - Municipio Torbes - Triple Táchira - Alcaldía de La Fría - Selección de Venezuela | - Cervecería Cuauhtémoc Moctezuma - Universidad Autónoma de Guadalajara - Relax Fuenlabrada - Aguardiente Néctar - Selle Italia - Bono de Ciclismo - Aguardiente Cristal - Con Café |

## Etapas
| Etapa | Fecha       | Recorrido                             | Km    | Ganador             | Lider            |
| 1.ª   | 15 de enero | Circuito en Barinas                   | 118   | Eduardo Graciano    | Eduardo Graciano |
| 2.ª   | 16 de enero | Barinas - Ciudad Bolivia              | 155   | José Chacón         | Tony Linares     |
| 3.ª   | 17 de enero | Ciudad Bolivia - San Rafael del Piñal | 191   | César Salazar       | Tony Linares     |
| 4.ª   | 18 de enero | La Fría - San Juan de Colón           | 151   | Noel Vásquez        | Noel Vásquez     |
| 5.ª   | 19 de enero | Coloncito - Mérida                    | 159   | Franklin Chacón     | José Chacón      |
| 6.ª   | 20 de enero | Mérida - Tovar                        | 128,4 | Noel Vásquez        | José Chacón      |
| 7.ª   | 21 de enero | Zea - La Grita                        | 125,2 | Carlos Maya         | Noel Vásquez     |
| 8.ª   | 22 de enero | San Cristóbal - Capacho Viejo         | 151   | Tommy Alcedo        | Noel Vásquez     |
| 9.ª   | 23 de enero | Circuito en San Cristóbal             | 144   | Omar Pumar          | Noel Vásquez     |
| 10.ª  | 24 de enero | Táriba - San Antonio del Táchira      | 159,9 | Rúber Albeiro Marín | Noel Vásquez     |
| 11.ª  | 25 de enero | San Antonio del Táchira - Bramón      | 146,8 | Jairo Pérez         | Noel Vásquez     |
| 12.ª  | 26 de enero | Peribeca - San Cristóbal              | 126,4 | Carlos Maya         | Noel Vásquez     |

## Clasificaciones

### Clasificación general
| Posición | Ciclista         | Equipo              | Tiempo     |
|          | Noel Vásquez     | Kino Táchira        | 44:24:33   |
| 2.º      | Carlos Maya      | Lotería del Táchira | + 00:00:49 |
| 3.º      | Omar Pumar       | Lotería del Táchira | + 00:02:01 |
| 4.º      | Aldrin Salamanca | Lotería del Táchira | + 00:02:26 |
| 5.º      | José Chacón      | Kino Táchira        | + 00:02:30 |
| 6.º      | Robinson Merchán | Lotería del Táchira | + 00:02:40 |
| 7.º      | Álvaro Lozano    | Bono de Ciclismo    | + 00:03:00 |
| 8.º      | César Salazar    | Lotería del Táchira | + 00:03:42 |
| 9.º      | Franklin Chacón  | Kino Táchira        | + 00:03:48 |
| 10.º     | Hernán Muñoz     | Relax Fuenlabrada   | + 00:04:10 |

### Clasificación por puntos
| Posición | Ciclista         | Equipo                              | Puntos |
|          | Florencio Ramos  | Universidad Autónoma de Guadalajara | 24     |
| 2°       | Leonardo Sánchez | Selección de Venezuela              | 23     |
| 3°       | José Robles      | Nacional Táchira - Banco Caracas    | 16     |

### Clasificación de la montaña
| Posición | Ciclista         | Equipo              | Puntos |
|          | Carlos Maya      | Lotería del Táchira | 57     |
| 2°       | Noel Vásquez     | Kino Táchira        | 40     |
| 3°       | Aldrin Salamanca | Lotería del Táchira | 38     |

### Clasificación de los sprints
| Posición | Ciclista         | Equipo                              | Puntos |
|          | Siddharta Camil  | Universidad Autónoma de Guadalajara | 20     |
| 2°       | Florencio Ramos  | Universidad Autónoma de Guadalajara | 15     |
| 3°       | Robinson Merchán | Lotería del Táchira                 | 12     |

### Clasificación sub-23
| Posición | Ciclista     | Equipo       | Tiempo       |
|          | Bandera de ? | Bandera de ? | Bandera de ? |
| 2°       | Bandera de ? | Bandera de ? | Bandera de ? |
| 3°       | Bandera de ? | Bandera de ? | Bandera de ? |

### Clasificación por equipos
| Posición | Equipo                              |
|          | Lotería del Táchira                 |
| 2°       | Kino Táchira                        |
| 3°       | Universidad Autónoma de Guadalajara |